# 맛있는 택배
"맛있는 택배"는 2015년에 개봉한 대한민국의 영화이다.

## 캐스팅
- 송기준 : 임혁 역
- 손가람
- 이예은